# Черновица
Черновица — деревня в составе Новочешуйковского сельского поселения Мглинского района Брянской области.

## История
В 1964 г. Указом Президиума ВС РСФСР деревня Кобыленка переименована в Черновицу.

## Население
| 2010 | 2013 |
| ---- | ---- |
| 60   | ↗62  |